# Rancho Mirage (Kalifornija)
Rancho Mirage je grad u američkoj saveznoj državi Kalifornija. Prema popisu stanovništva iz 2010. u njemu je živjelo 17.218 stanovnika.